# Maasländische Kunst

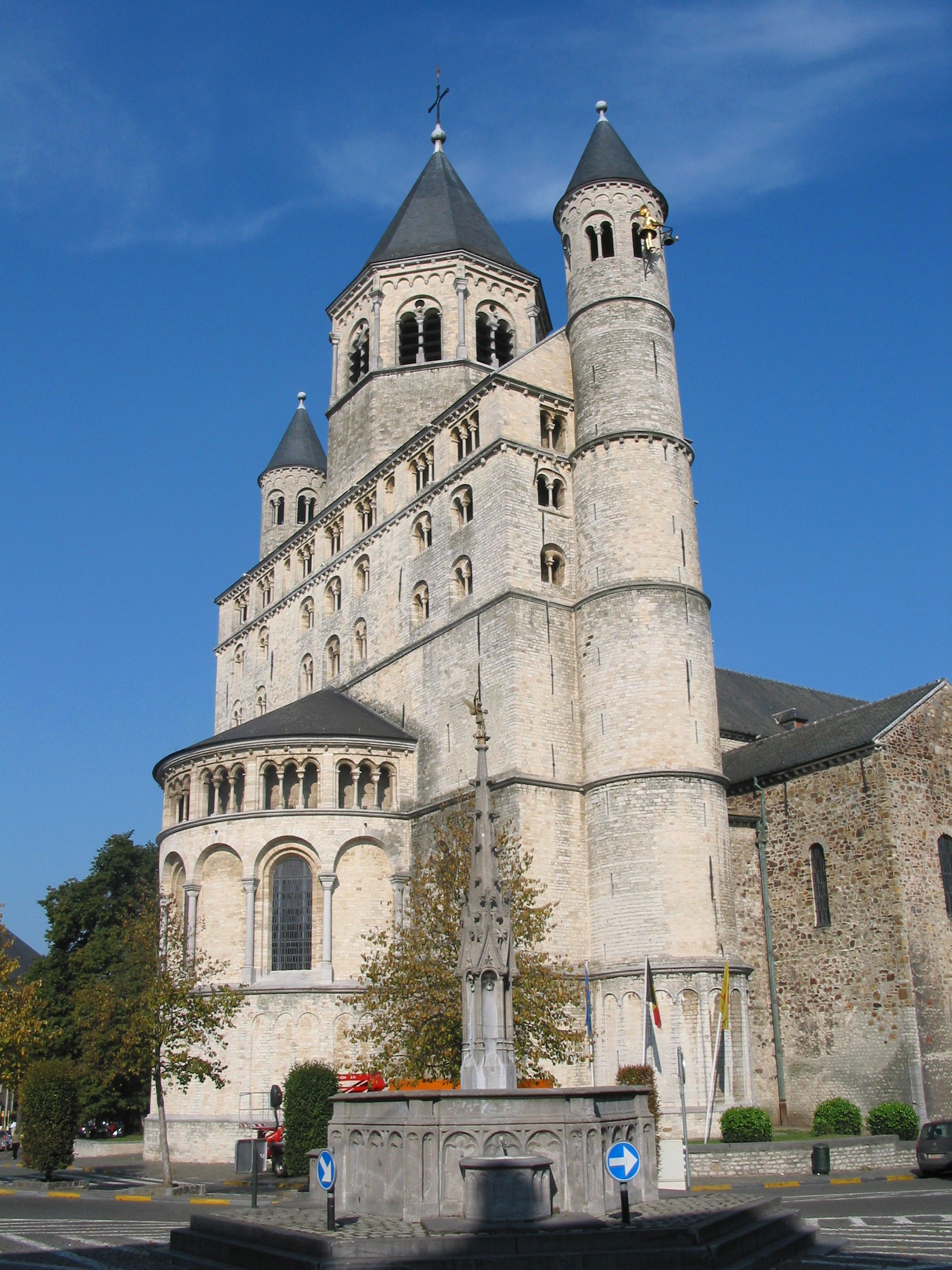
Westwerk der Stiftskirche St. Gertrud, Nivelles

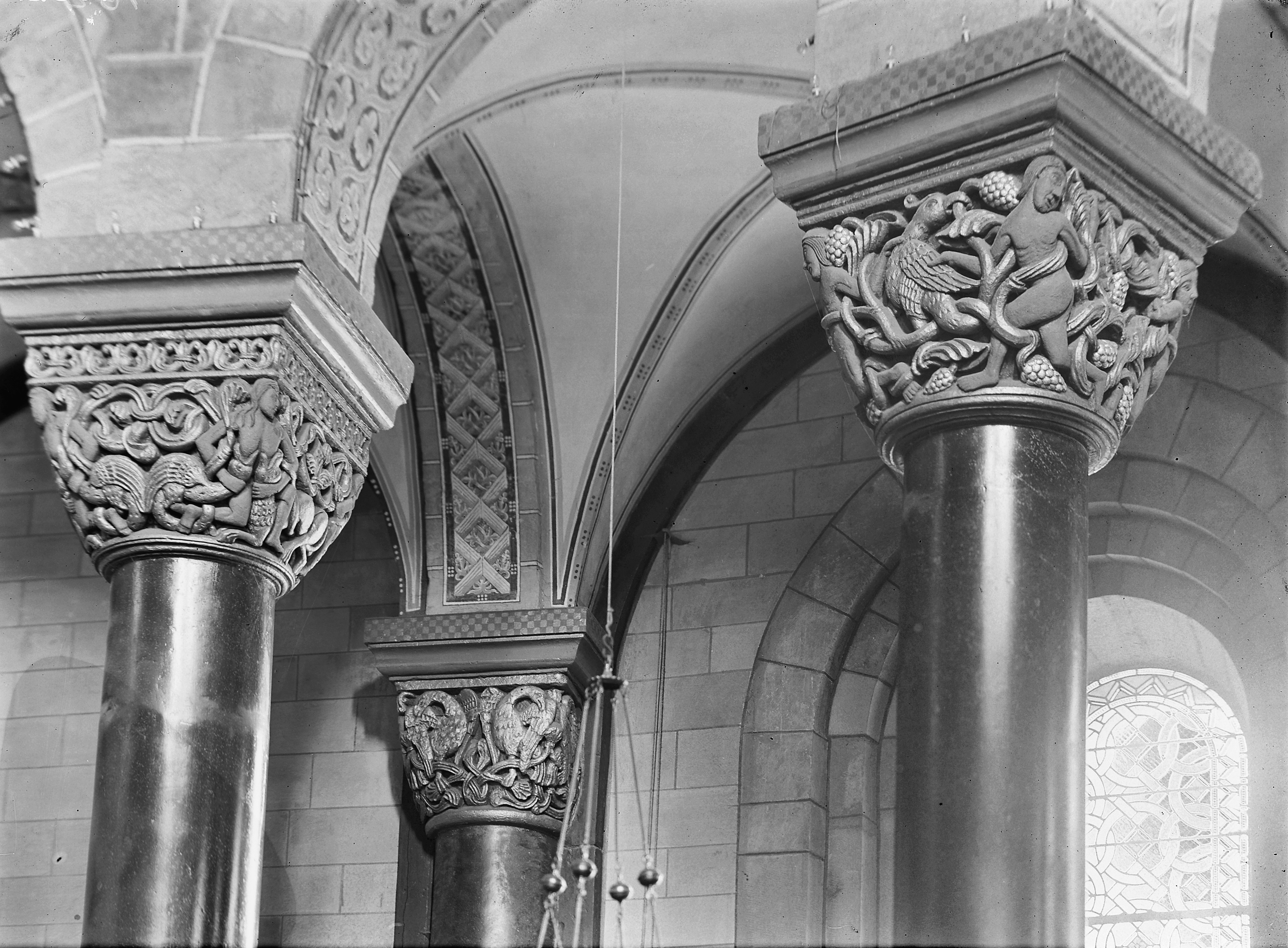
Maastricht, Liebfrauenkirche, Ostchor mit romanischen Kapitellen

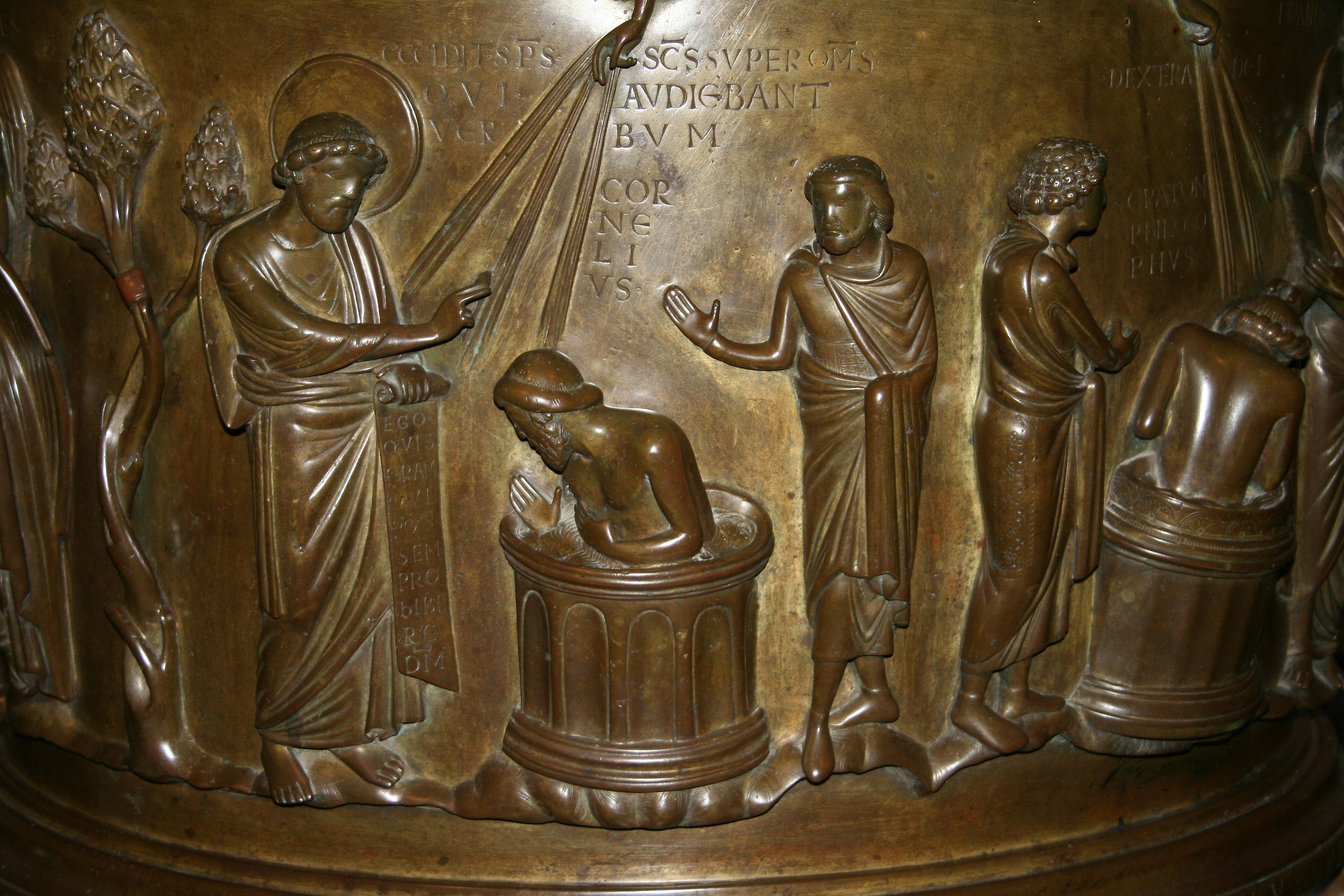
Taufbecken von Reiner von Huy in Saint-Barthélemy in Lüttich

Die Maasländische Kunst (französisch art mosan, italienisch arte mosana) ist ein regionaler Kunst- und Architekturstil im Flussgebiet der Maas in Belgien, den Niederlanden und Deutschland, Kerngebiet ist das alte Bistum Lüttich. Obwohl die Kunst des Maaslandes wichtige Kunstwerke aus vielen Zeiträumen hinterlassen hat, ist damit ausschließlich die romanische Kunst gemeint. Der Stil erreichte seinen Höhepunkt im maasländischen Kirchenbau sowie der Steinplastik, der Goldschmiedekunst, der Emaillekunst und der Buchmalerei des 11. bis 13. Jahrhunderts.

## Entwicklung der maasländischen Kunst und Verbreitung
Das Flussgebiet der Maas liegt im Herzen des Karolingerreiches. Die maasländische Kunst geht deshalb zurück auf die karolingische Renaissance mit vielen von der Antike inspirierten Elementen und unterscheidet sich damit vom romanischen Stil anderer Länder wie Deutschland, Frankreich, England und Italien.
Obwohl die Ikonografie der maasländischen Kunst des 11. und 12. Jahrhunderts wie üblich von der Bibel inspiriert war, zeigen die skulptierten Kapitelle in den Maastrichter Hauptkirchen viele Szenen aus dem Alltagsleben sowie Visionen einer fremden Fantasiewelt.
Die Kunst des Maaslandes bezieht sich vorwiegend auf das ehemalige Hochstift Lüttich in den heutigen belgischen Provinzen Lüttich und Limburg, im südlichen Teil der niederländischen Provinz Limburg und in der deutschen Regio Aachen. Die wichtigsten künstlerischen Zentren des Bistums Lüttich waren die Städte Lüttich, Huy, Dinant, Namur, Tongern, Maastricht und Aachen, sowie die Abteien (Sint-Truiden, Herkenrode, Averbode, Munsterbilzen, Susteren, Sint Odiliënberg, Rolduc, Burtscheid, Kornelimünster, Stavelot, Floreffe, Nivelles, Aulne, Flône, Celles, Gembloux und Lobbes).
Die maasländische Kunst hatte einen großen Einfluss auf Nachbarregionen, wie die Erzbistümer Utrecht und Köln, und die Landgrafschaft Thüringen.

## Hauptwerke der maasländischen Kunst
Die romanische Kunst des Maaslandes wurde als das erste goldene Zeitalter der Niederlande bezeichnet (vor dem süd-niederländischen und nord-niederländischen goldenen Zeitalter). Meistens wird auch die mittelalterliche niederländische Literatur zu den Höhepunkten der maasländischen Kunst gerechnet, wobei man einen Schriftsteller mit Namen kennt, Heinrich von Veldeke.

### Architektur
Die Architektur im Lütticher Hochstift stellt eine besondere Richtung der Romanik dar. Die Architektur des 12. Jahrhunderts ist eine Verbindung zwischen älteren maasländischen Traditionen und auswärtigen Einflüssen, vorwiegend aus dem Rheinland und Italien. Geschlossene Westwerke, Zwerggalerien und Chortürme kennzeichnen die reifere maasländische Baukunst.
- Saint-Barthélemy, Lüttich
- Saint-Denis, Lüttich
- Saint-Jean, Lüttich
- Notre-Dame, Huy
- Saint-George et Saint-Ode, Amay
- Saint-Étienne, Waha
- Ehemalige Stiftskirche, Fosses-la-Ville
- Saint-Gertrud, Nivelles
- St. Servatius, Maastricht
- Liebfrauenkirche, Maastricht
- Ehemalige Abteikirche, Aldeneik
- Ehemalige Abteikirche, Rolduc
- Ehemalige Abteikirche St. Amalberga, Susteren
- Ehemalige Abteikirche, Sint Odiliënberg
- Ehemalige Abteikirche, Lobbes
- Ehemalige Abteikirche Saint-Hadelin, Celles
- Ehemalige Abteikirche Saint-Pierre et Saint-Remacle, Stavelot

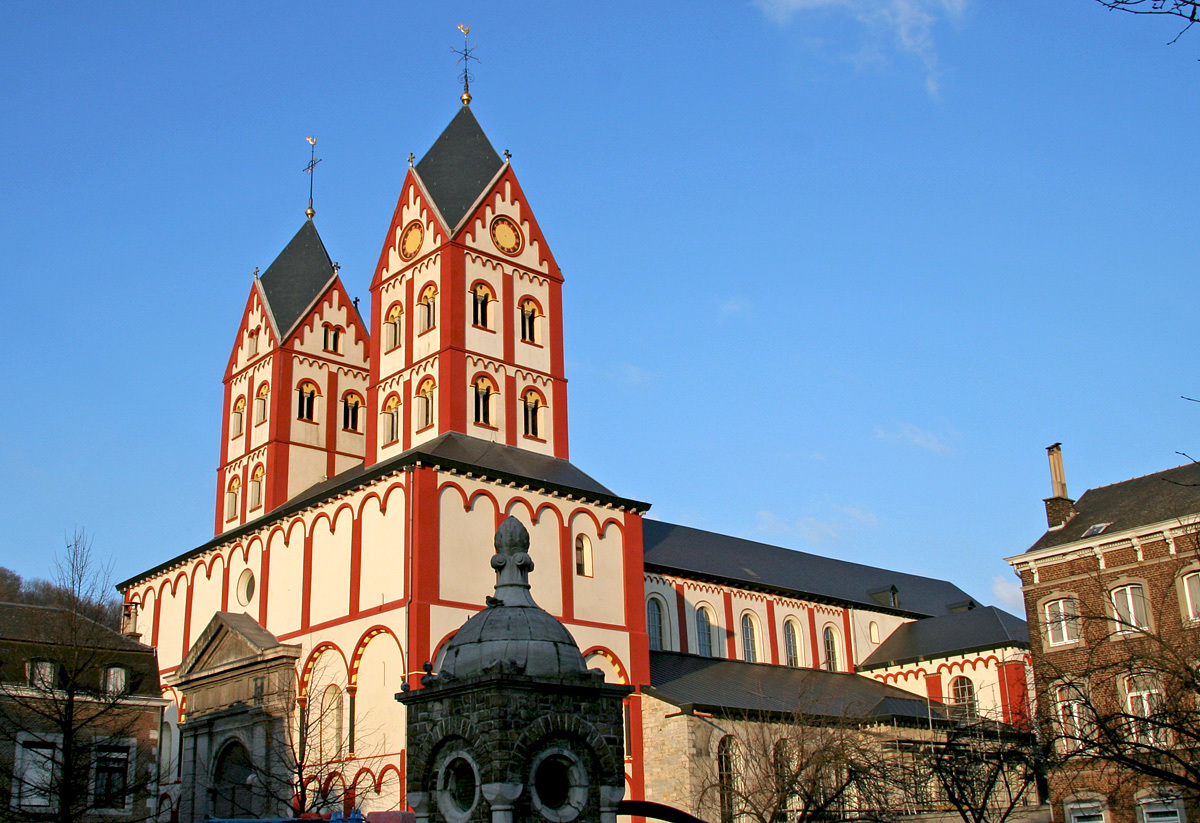
Lüttich, St. Barthélemy
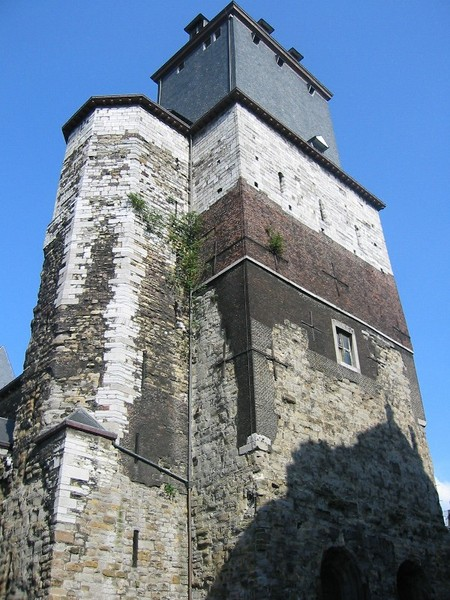
Lüttich, St. Denis, Westwerk
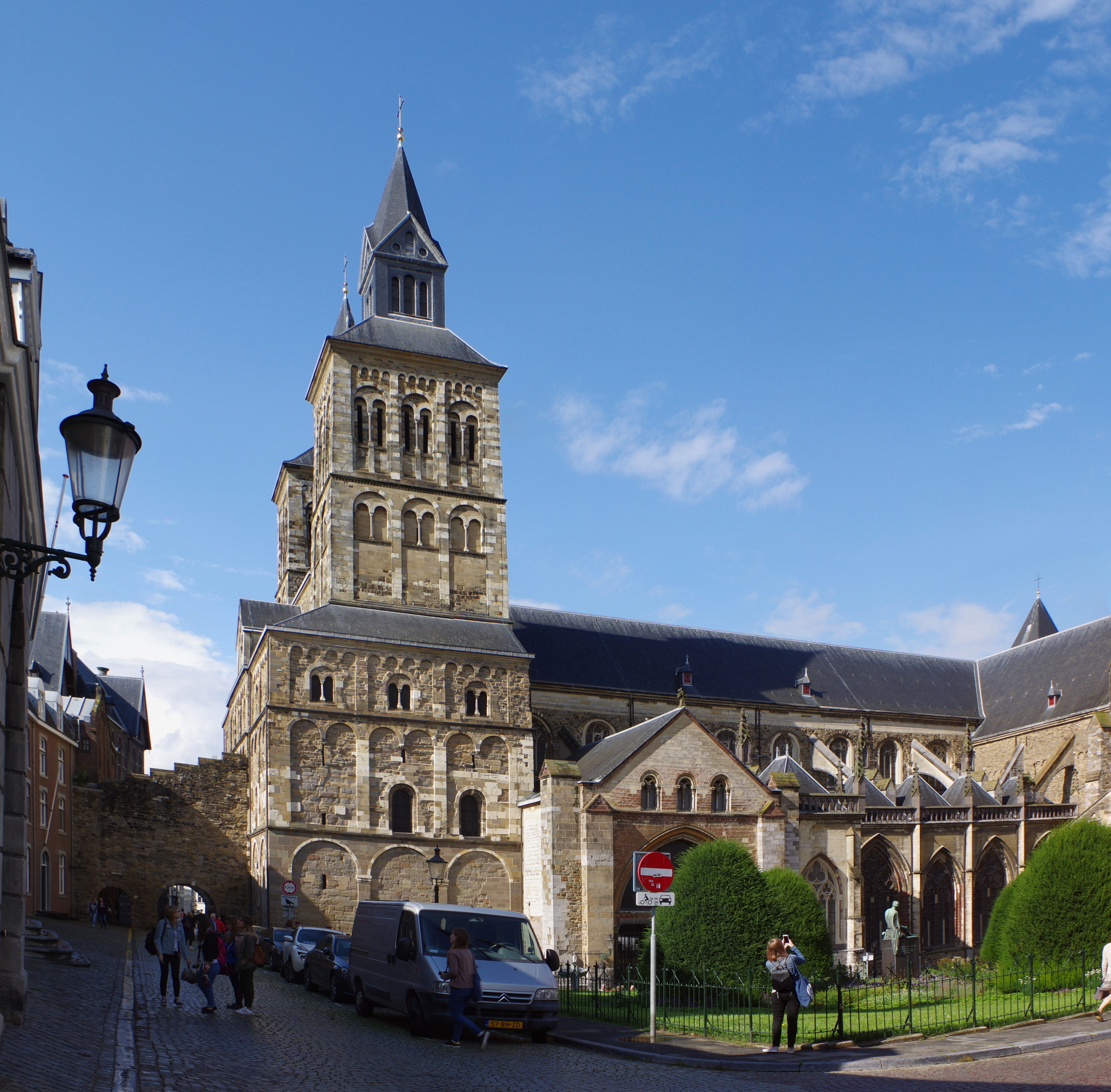
Maastricht, St. Servatius, Westwerk
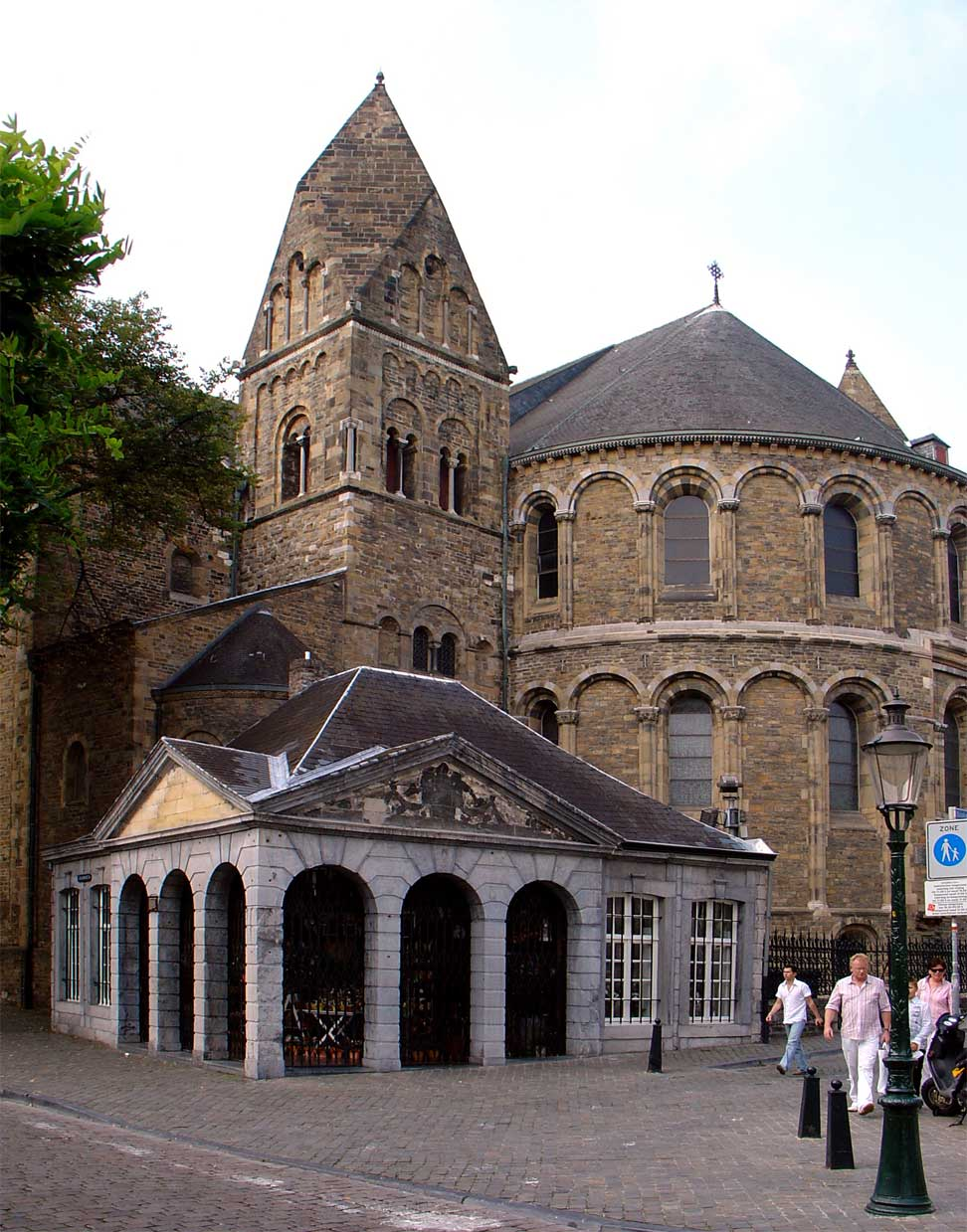
Maastricht, Liebfrauenkirche, Ostchor
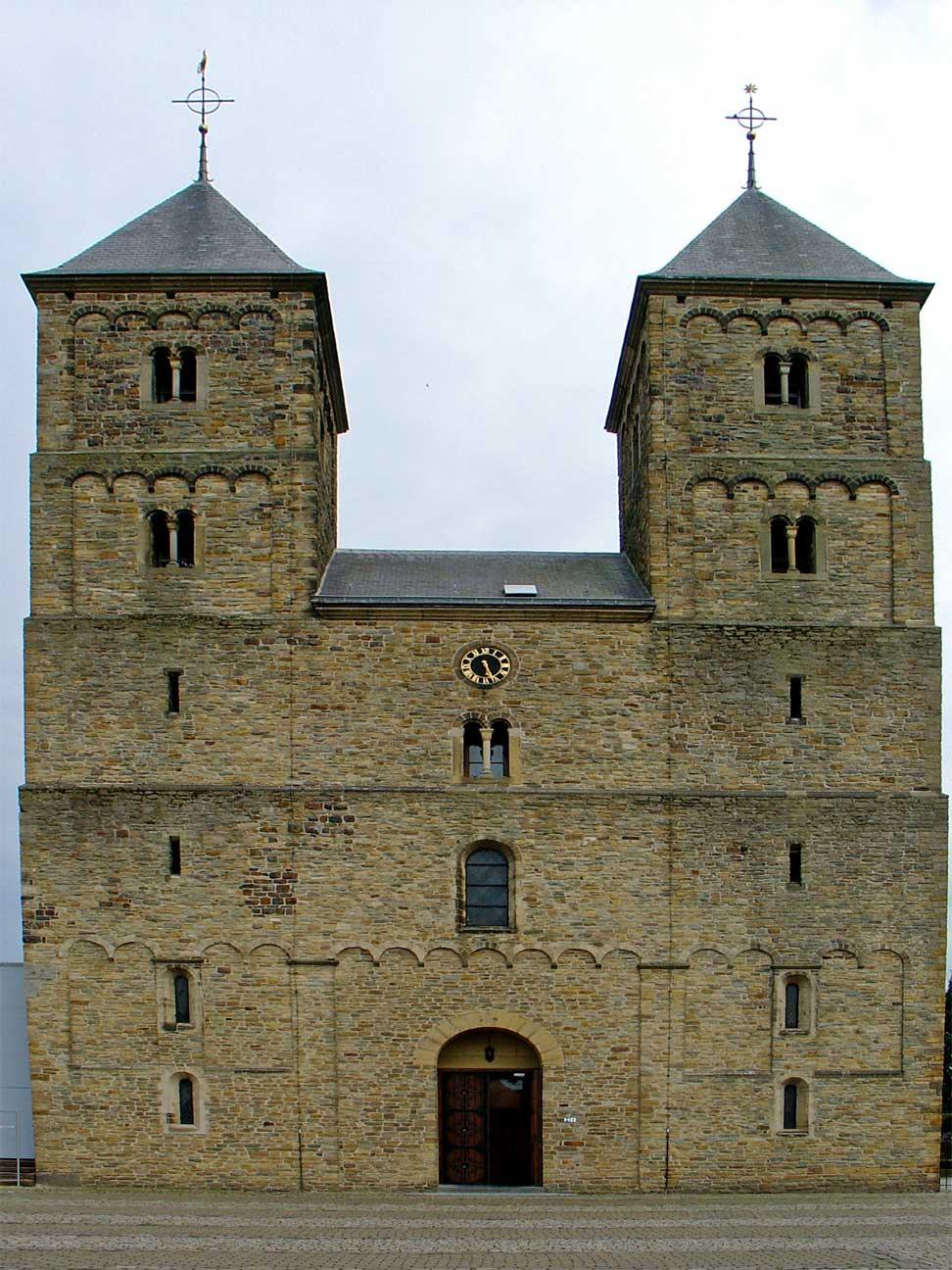
Abteikirche Susteren, Westwerk
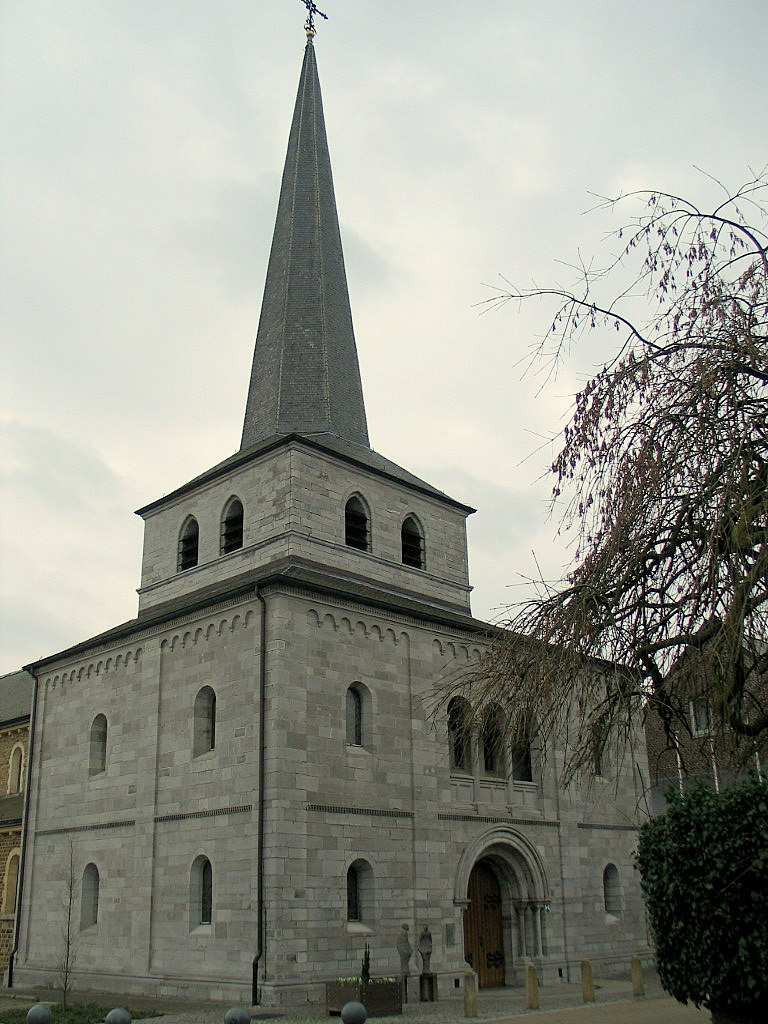
St. Anna, Aldeneik, Westwerk
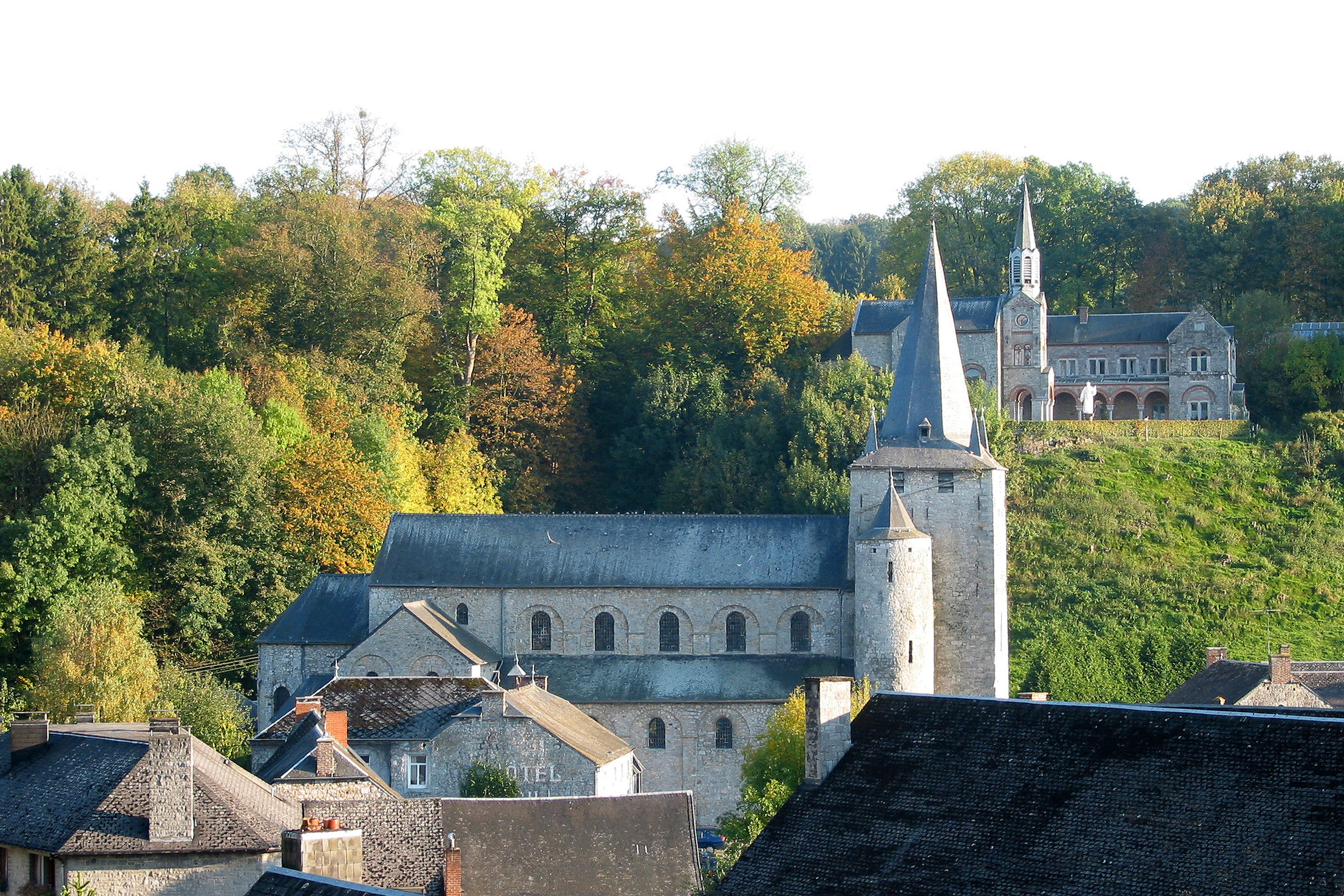
St. Hadelin, Celles
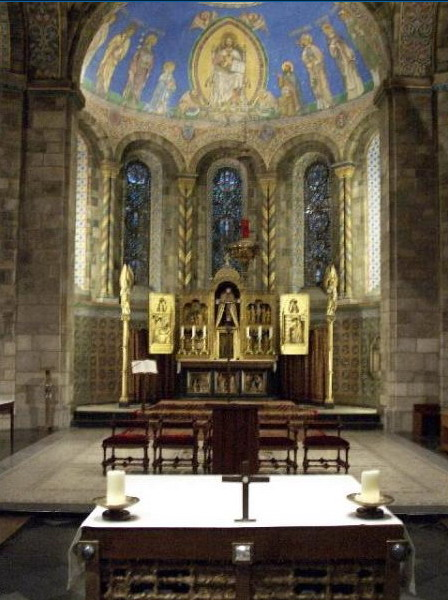
Abteikirche Rolduc, Innenraum

### Romanische Bauskulptur
Die maasländische Bauskulptur erreichte im 12. Jahrhundert in Maastricht, Lüttich und Nivelles einen Höhepunkt. Maastrichter 'Metsen' (Steinmetze) arbeiteten an Kapitellen und Reliefs in Utrecht, Bonn und Eisenach.
- Kapitelle in der Krypta der Abteikirche, Abtei Rolduc (um 1138–1143)
- Kapitelle in den Emporen des Westwerks St. Servatius, Maastricht (um 1140–1150)
- Kapitelle im Ostchor der Liebfrauenkirche, Maastricht (nach 1150)
- Kapitelle im Landgrafenhaus in der Wartburg bei Eisenach (um 1160)
- Vierge de Dom Rupert, Relief (um 1150), Curtius-Museum, Lüttich
- Pierre Boudon, Relief (12. Jahrhundert), Curtius-Museum, Lüttich
- Samson-Portal, Stiftskirche St. Gertrud, Nivelles
- Taufbecken, Furnaux (Namur)
- Eid auf den Reliquien, Relief (um 1160), Liebfrauenkirche, Maastricht
- Majestas Domini Tympanum (12. Jahrhundert), St. Servatius, Maastricht
- Doppelrelief (um 1160), St. Servatius, Maastricht
- Relief aus 4 Teilen (um 1150), St. Peter, Utrecht

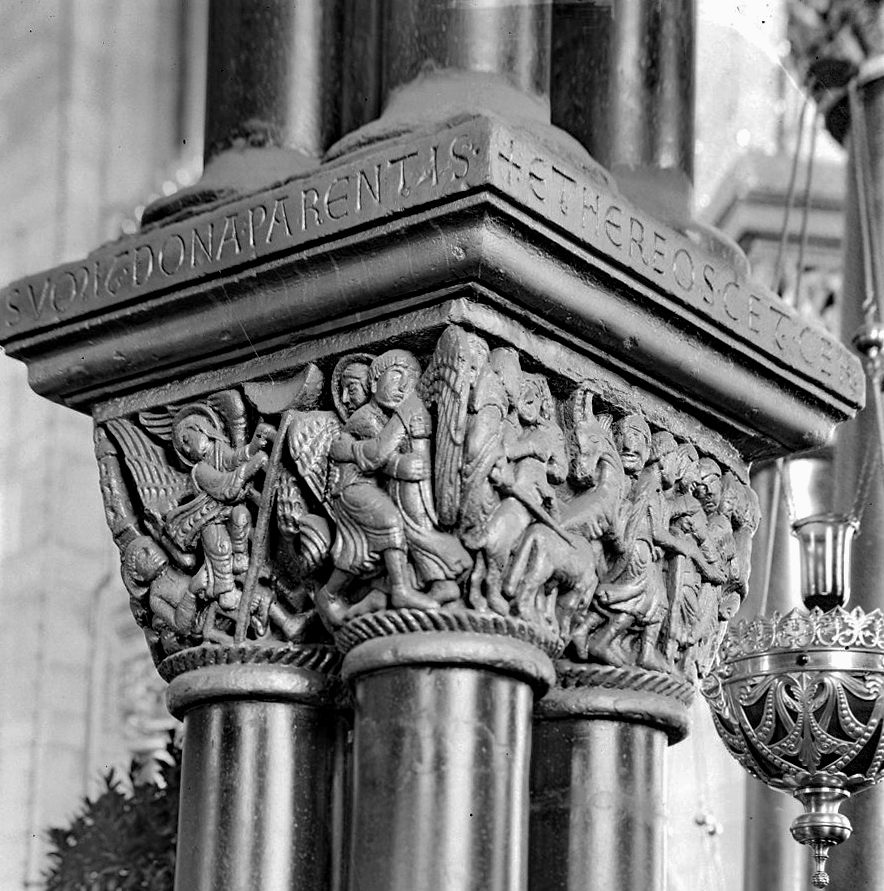
Maastricht, Liebfrauenkirche, 4-faches Kapitell
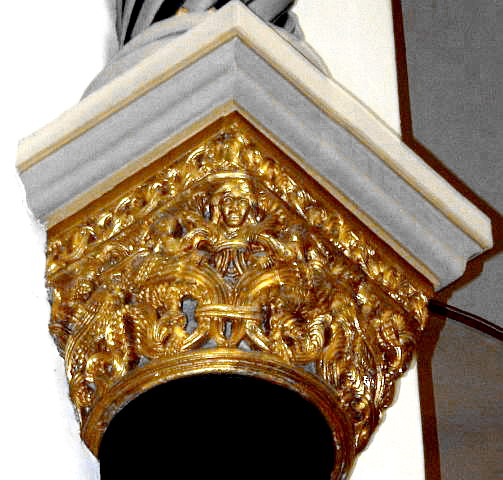
Maastricht, St. Servatius, Kapitell im Westwerk
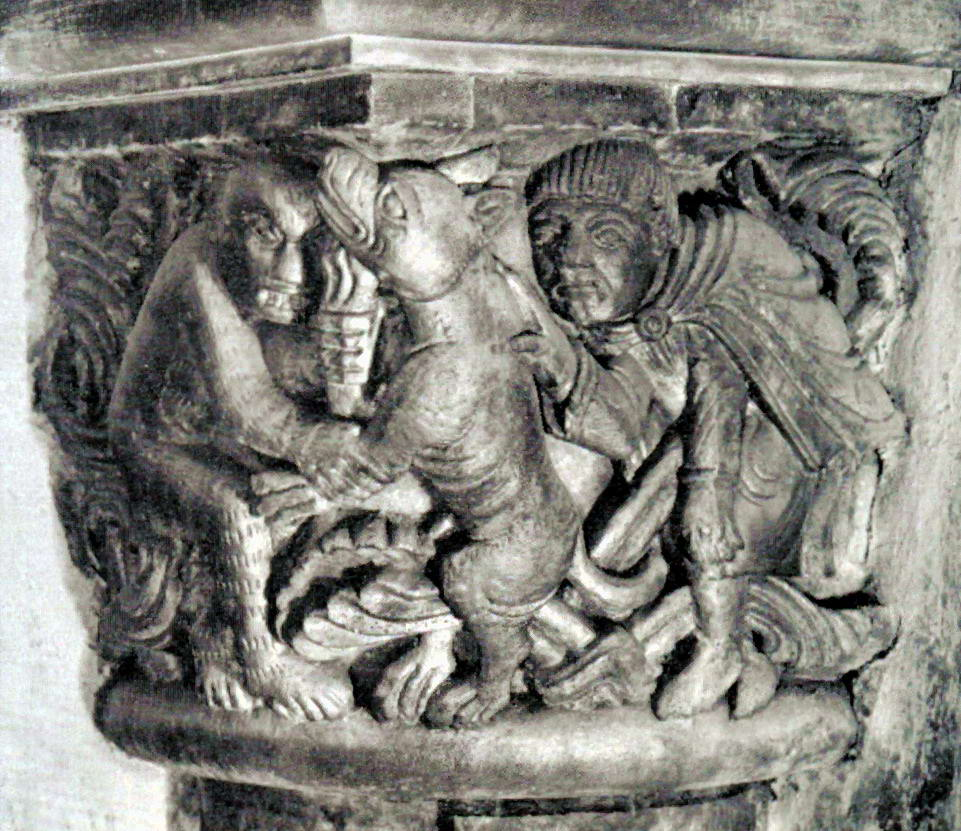
Maastricht, St. Servatius, Kapitell im Westwerk
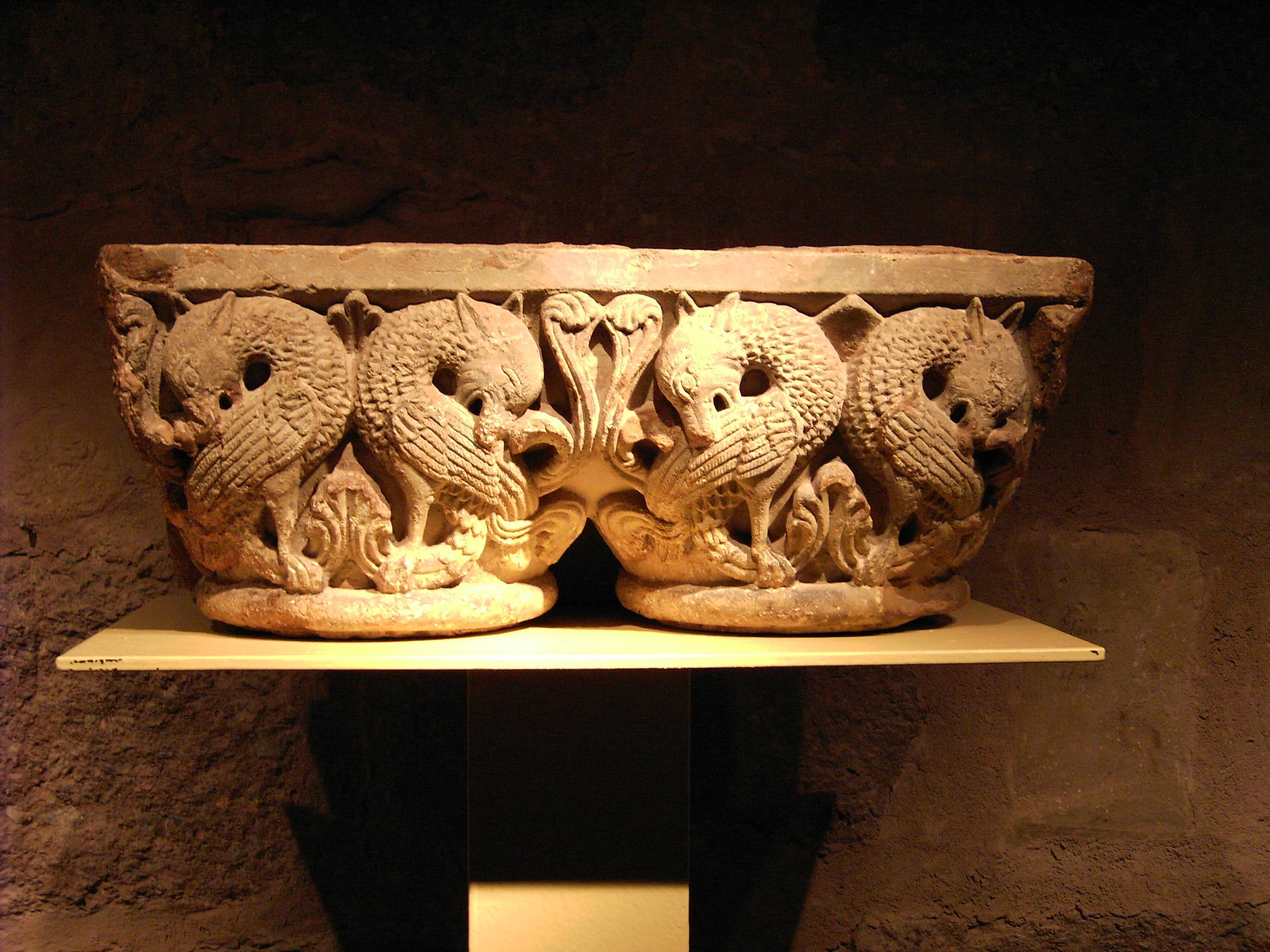
Eisenach. Drachenkapitell in der Wartburg
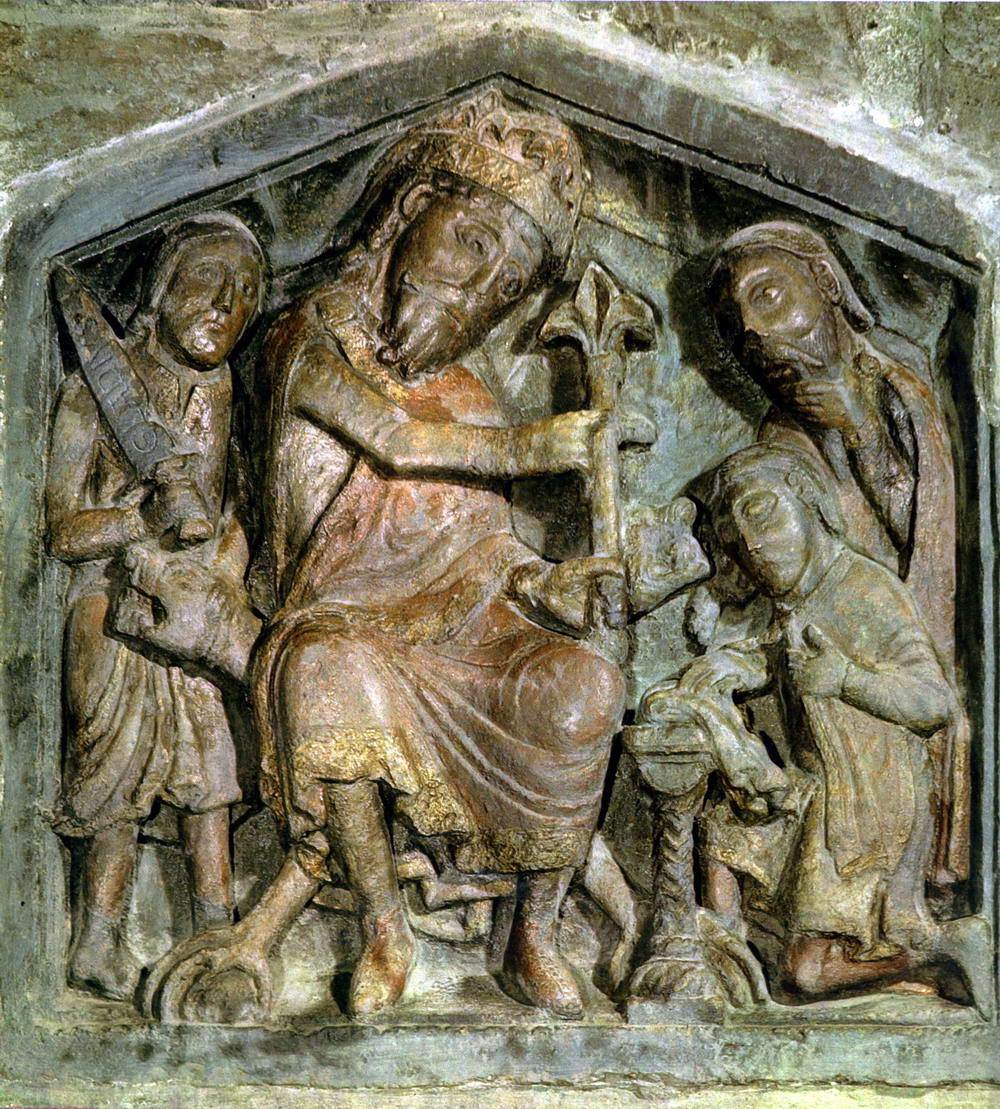
Maastricht, Liebfrauenkirche, 'Eid auf die Reliquien'
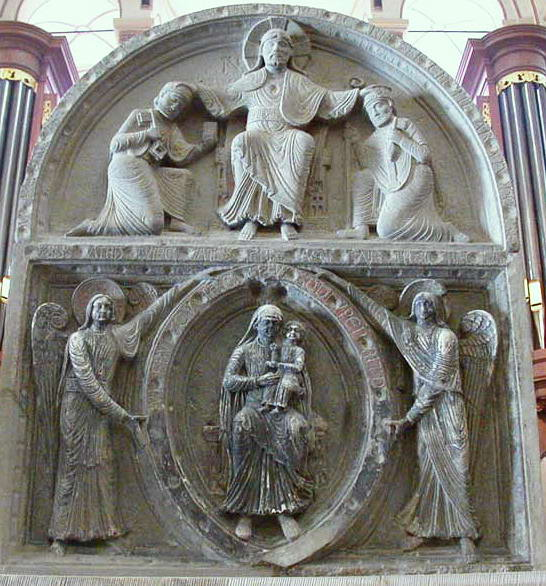
Maastricht, St. Servatius, Doppelrelief
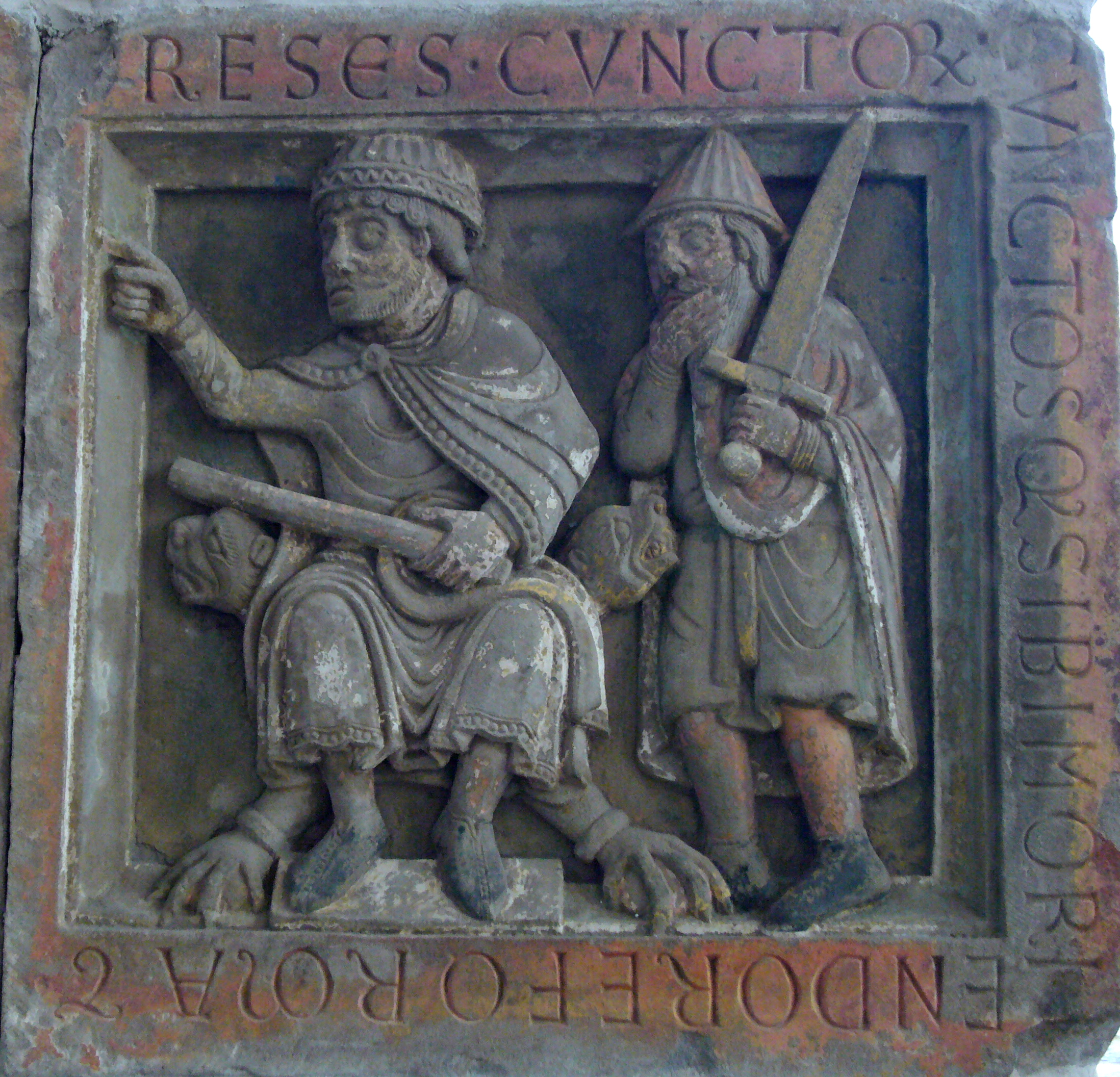
Utrecht, St. Peter, Relief aus 4 Teilen

### Goldschmiedekunst
In den Werken der Goldschmiedekunst des Reiner von Huy, des Godefroy von Huy und des Nikolaus von Verdun erreichte die maasländische Kunst einen Höhepunkt. Die vergoldeten Reliquienschreine des Nikolaus von Verdun in Köln, Siegburg und Tournai sind Hauptwerke der mittelalterlichen Kunst. Auch die Emailkunst erreichte in dieser Zeit ein hohes Niveau.
- Taufbecken (um 1107–1118) von Reiner von Huy, Saint-Barthélemy in Lüttich
- Tragaltar von Stavelot (um 1140–1150), Musées royaux d’art et d’histoire, Brüssel[2]
- Alexanderreliquiar mit dem Haupt des Papstes Alexander I. (um 1140–1150), Musées royaux d’art et d’histoire, Brüssel
- Remaklusretabel (um 1150), ehemals im Kloster Stavelot
- Stavelot-Triptychon (um 1156/58), Morgan Library & Museum, New York
- Servatius-Schrein (um 1165), St. Servatius, Maastricht
- Barbarossaleuchter (1165–1170), Aachener Dom
- Hadelinus-Schrein (um 1170), Stiftskirche St. Martin und St. Hadelin, Visé
- Domitianus-Schrein, (um 1176), Huy
- Fuß des Kreuzes aus der Abtei Saint-Bertin (um 1180), Museum von Saint-Omer
- Pfingstretabel (ca. 1160/70), Musée national du Moyen Âge, Paris[3]
- Dreikönigenschrein (1180) von Nikolaus von Verdun, Kölner Dom
- Annoschrein (1183) von Nikolaus von Verdun, Abtei Michaelsberg, Siegburg
- Marienschrein (1205) von Nikolaus von Verdun, Kathedrale, Tournai
- Karlsschrein (1215), Aachener Dom
- Marienschrein (1220–1239), Aachener Dom
- Maurus-Schrein (1225–1230), Schloss Bečov in Bečov nad Teplou
- Remaklus-Schrein (1268), Stavelot

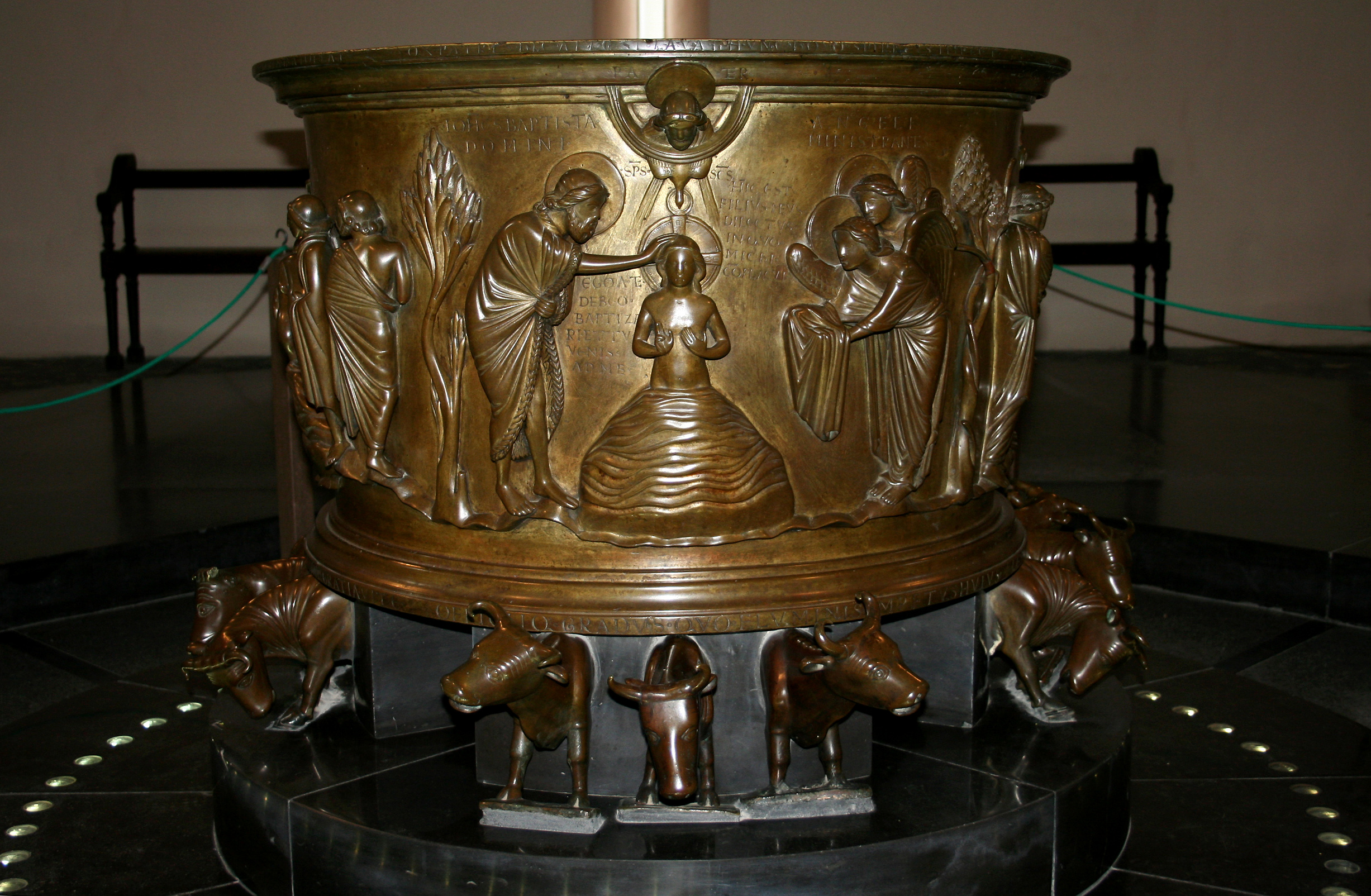
Taufbecken von Reiner von Huy, Lüttich
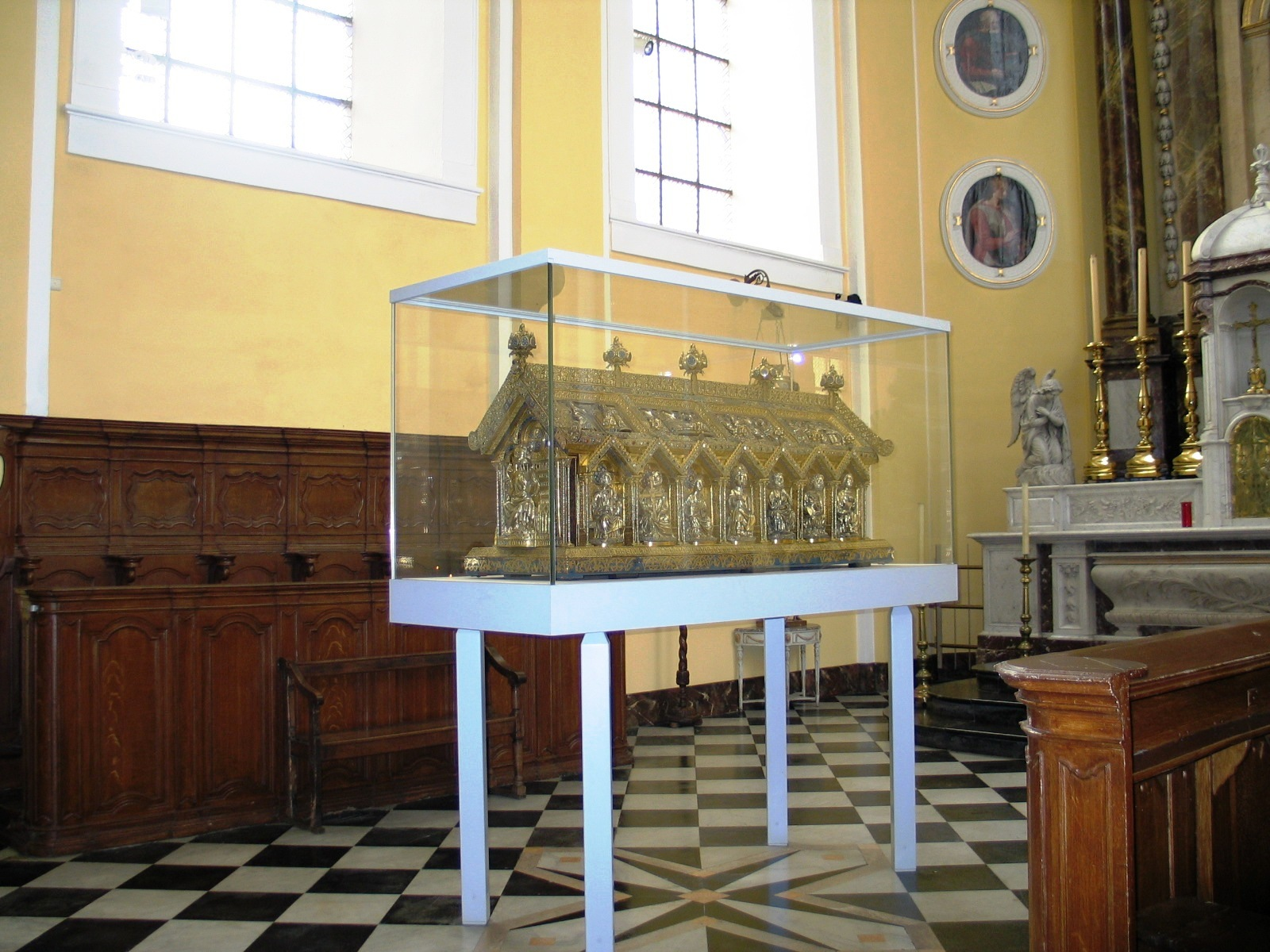
St. Remaclus-Schrein, Stavelot
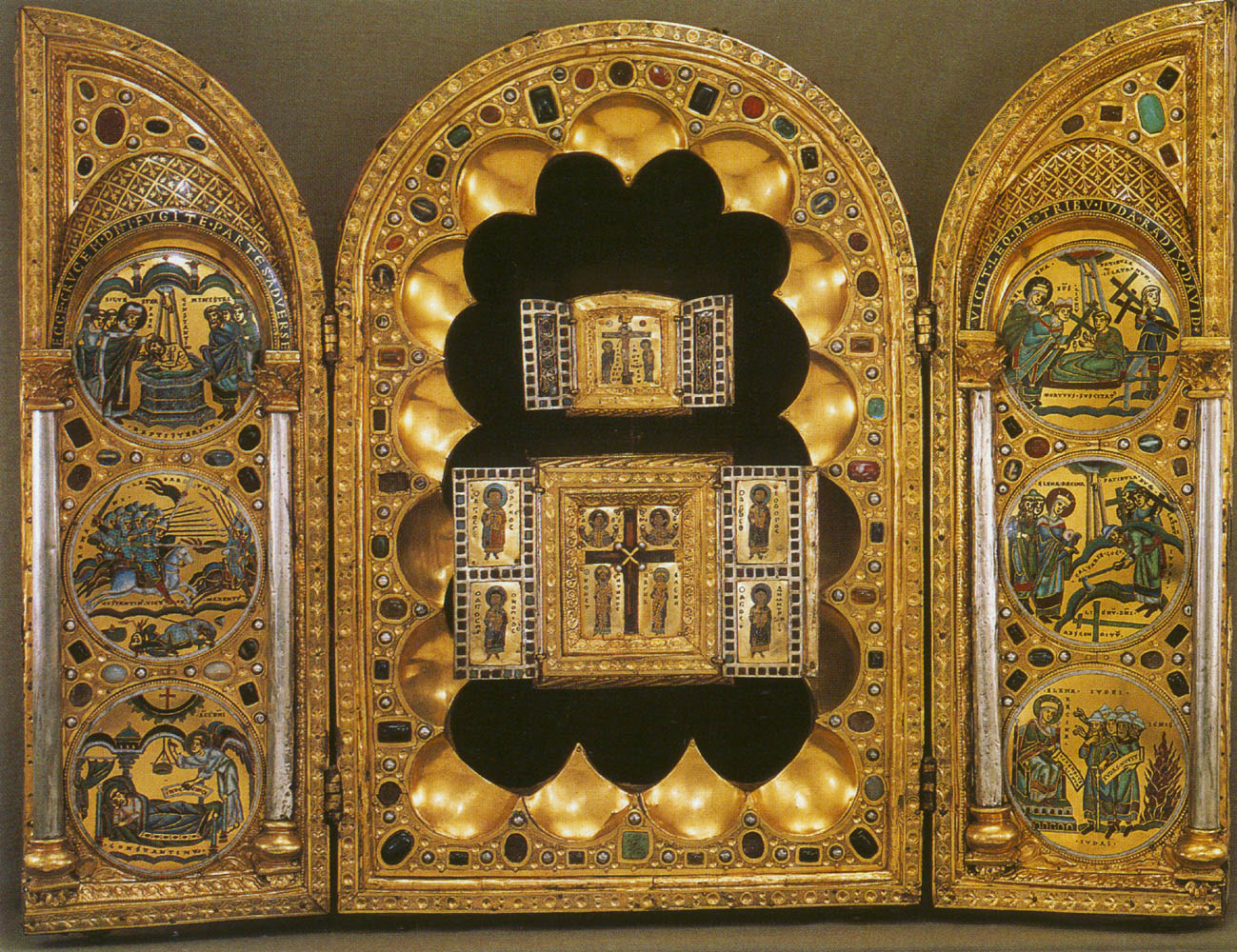
Stavelot-Triptychon, Morgan Library, New York
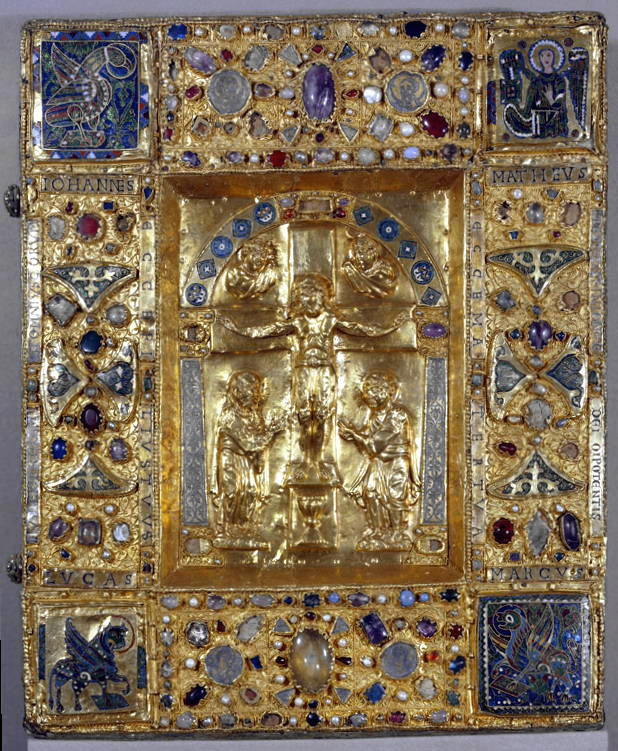
Reliquienhalter, Louvre, Paris
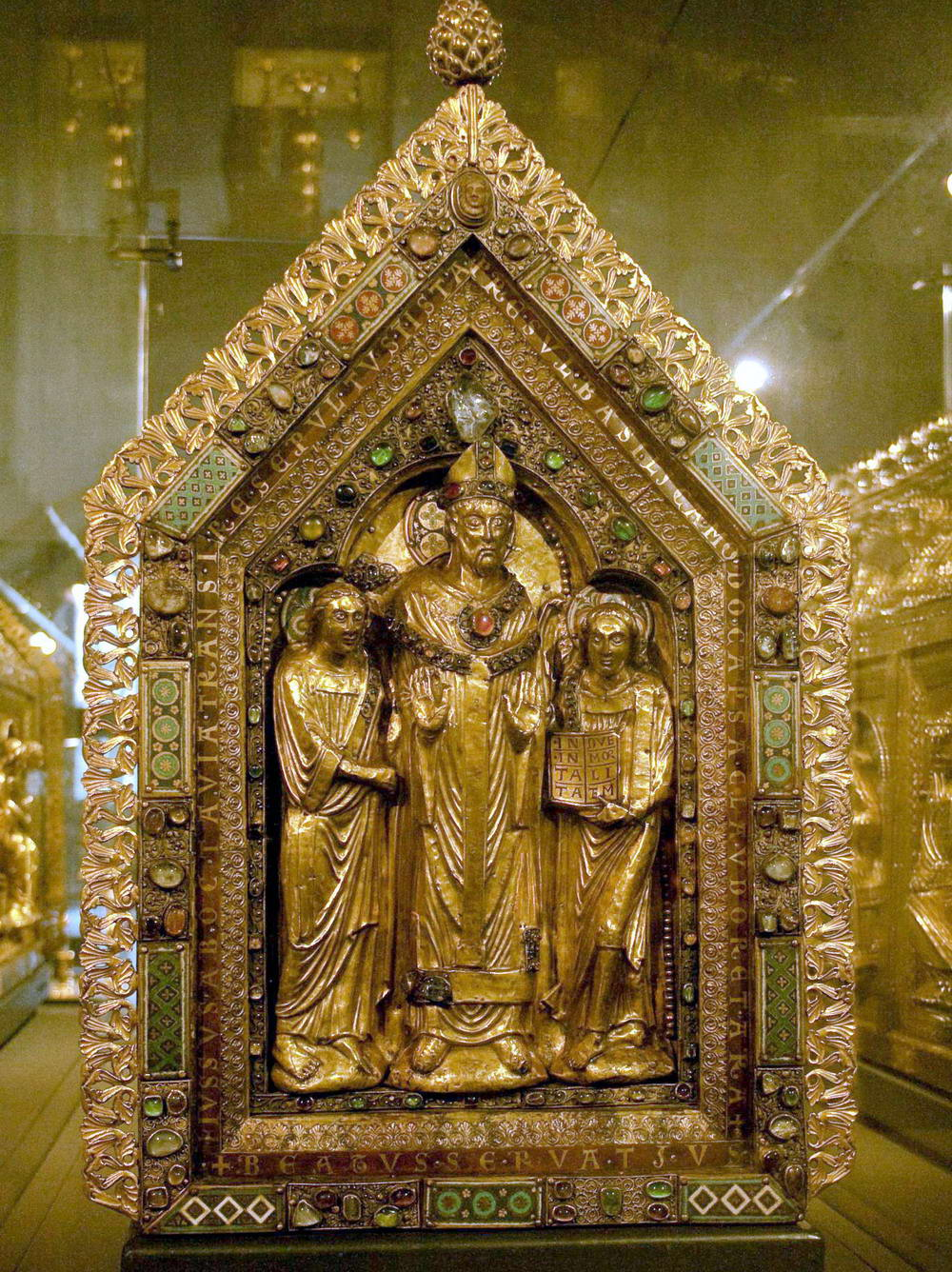
Servatius-Schrein, Maastricht
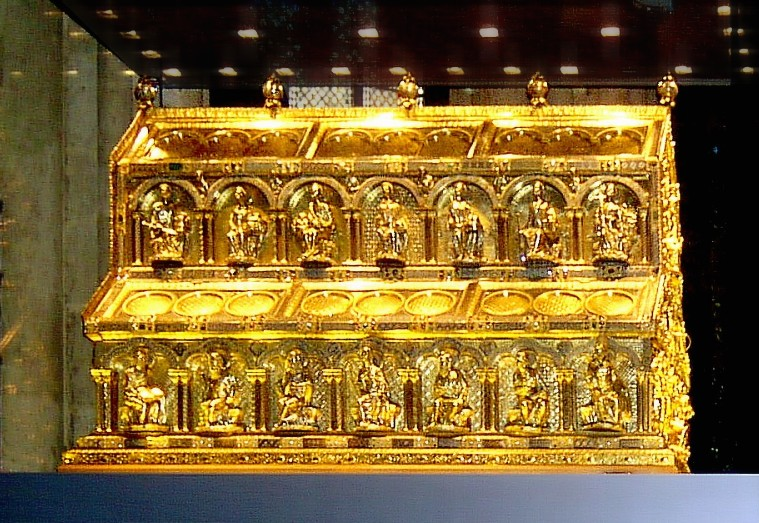
Dreikönigenschrein, Kölner Dom
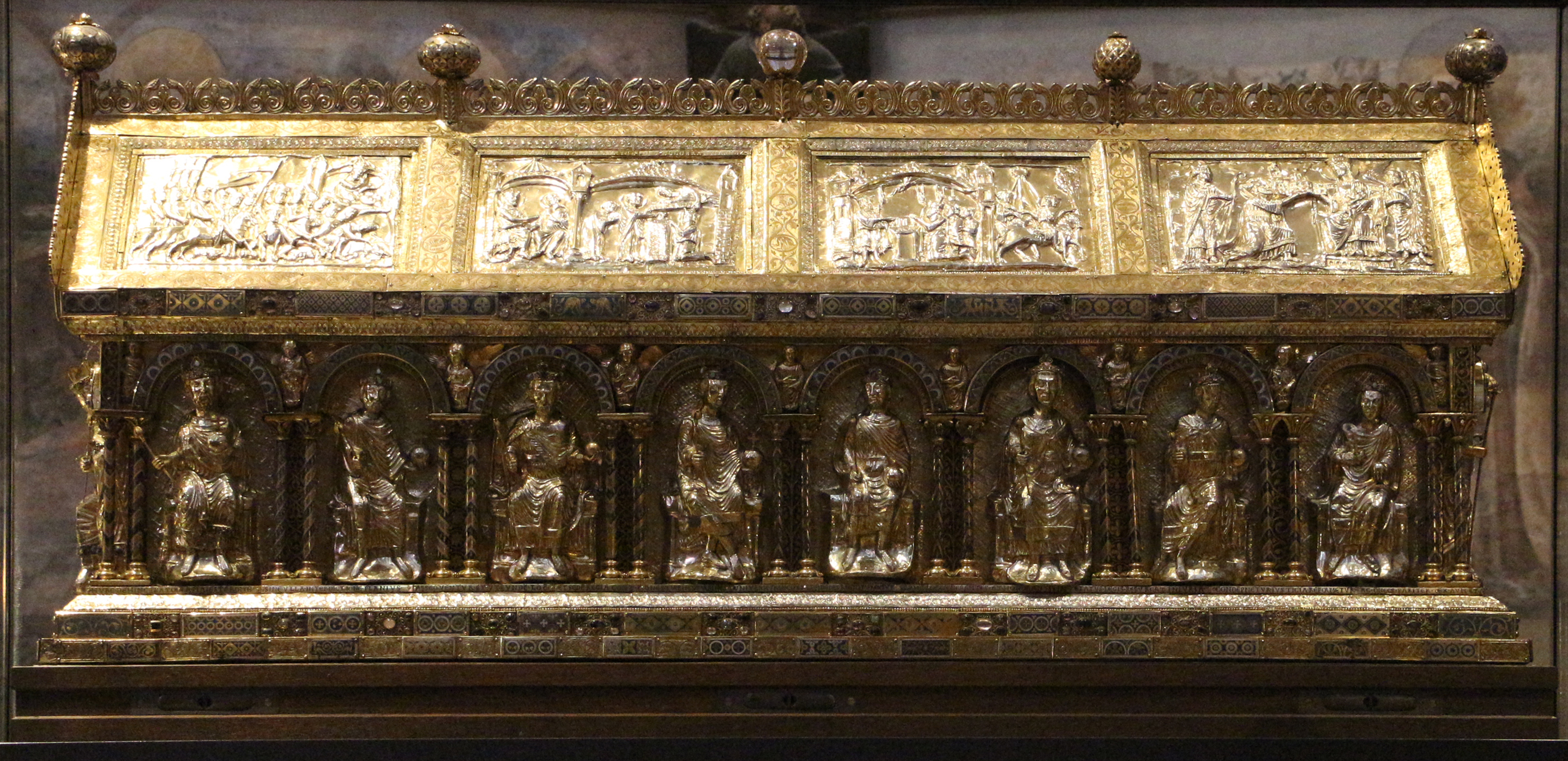
Karlsschrein, Aachener Dom
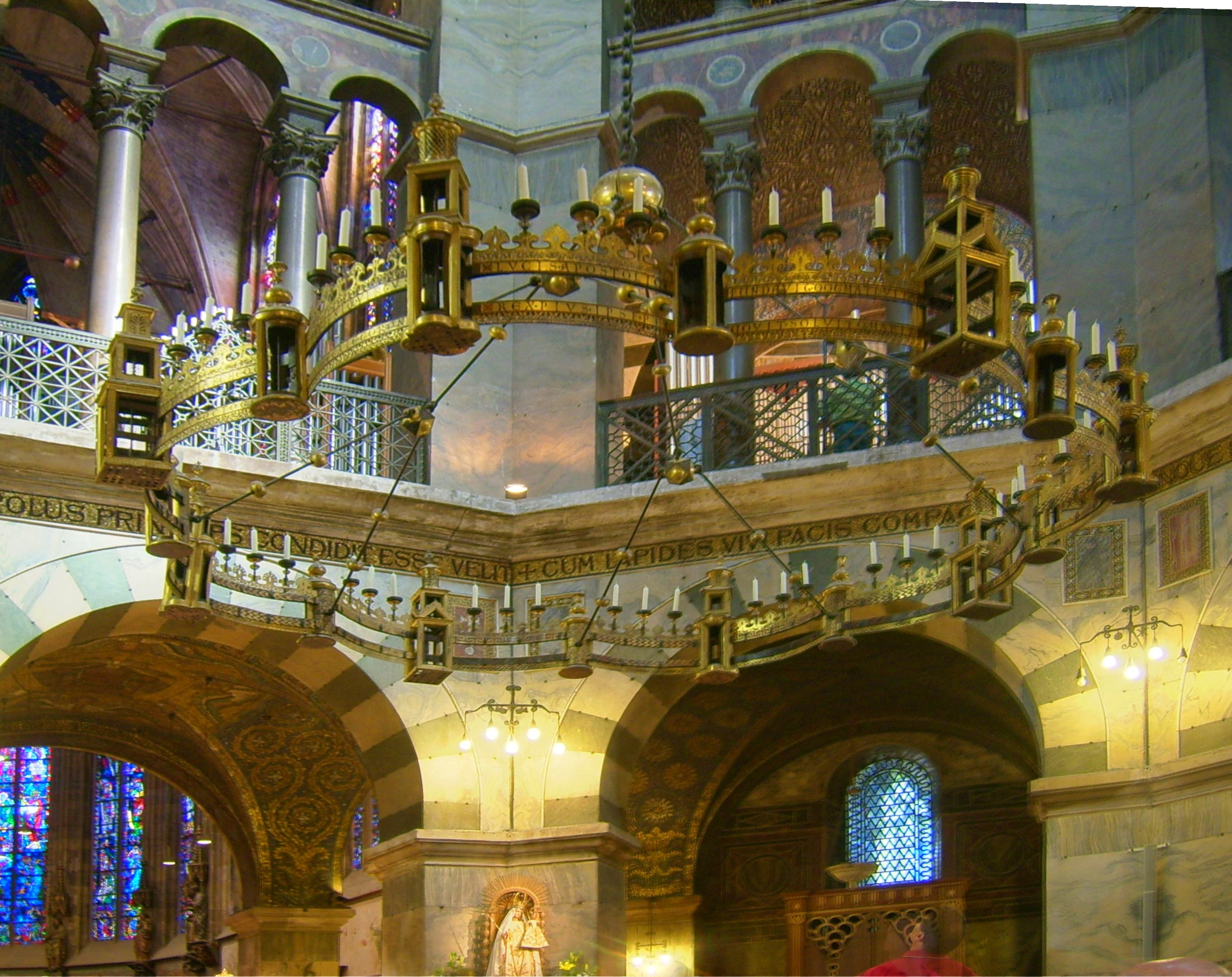
Barbarossaleuchter, Aachener Dom

### Wandmalerei, Buchmalerei
Von der ehemals berühmten maasländischen Wandmalerei ist nur sehr wenig erhalten. Wolfram von Eschenbach spricht in seinem Parzival vergleichsweise von Maastrichter (und Kölner) Malern.
Die Buchmalerei im ehemaligen Hochstift Lüttich war in der zweiten Hälfte des 12. Jahrhunderts hoch entwickelt. Die wichtigsten Zentren waren die Abtei von St. Laurent in Lüttich und die Abteien von Stavelot und Lobbes.
- Deckenmalerei (stark restauriert), St. Servatius, Maastricht
- Bibel von Stavelot (1093–1097), British Library, London Add MS 28106 und 28107
- Bibel von Floreffe (um 1170), British Library, London Add MS 17738
- Evangeliar von Averbode (um 1165–80), Universitätsbibliothek, Lüttich Ms. 363
- Handschriften der Abtei Sint-Truiden
- Evangeliar des Notker, Lüttich, Musée Curtius (10.–12. Jahrhundert)

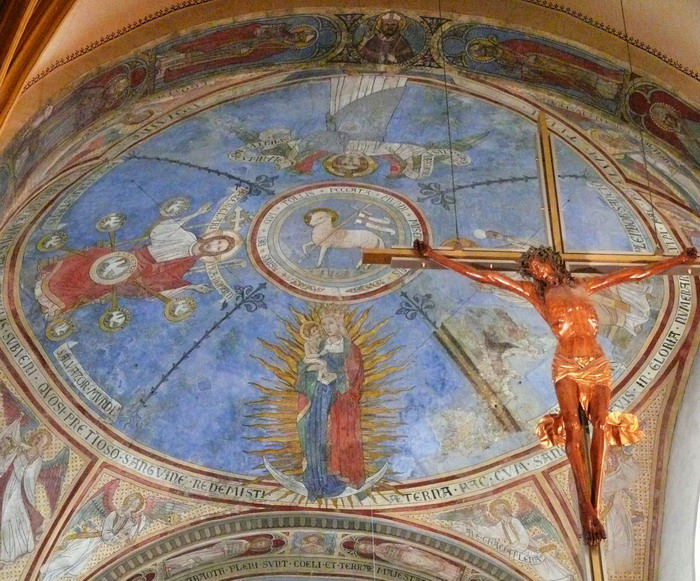
Deckenmalerei, St. Servatius, Maastricht
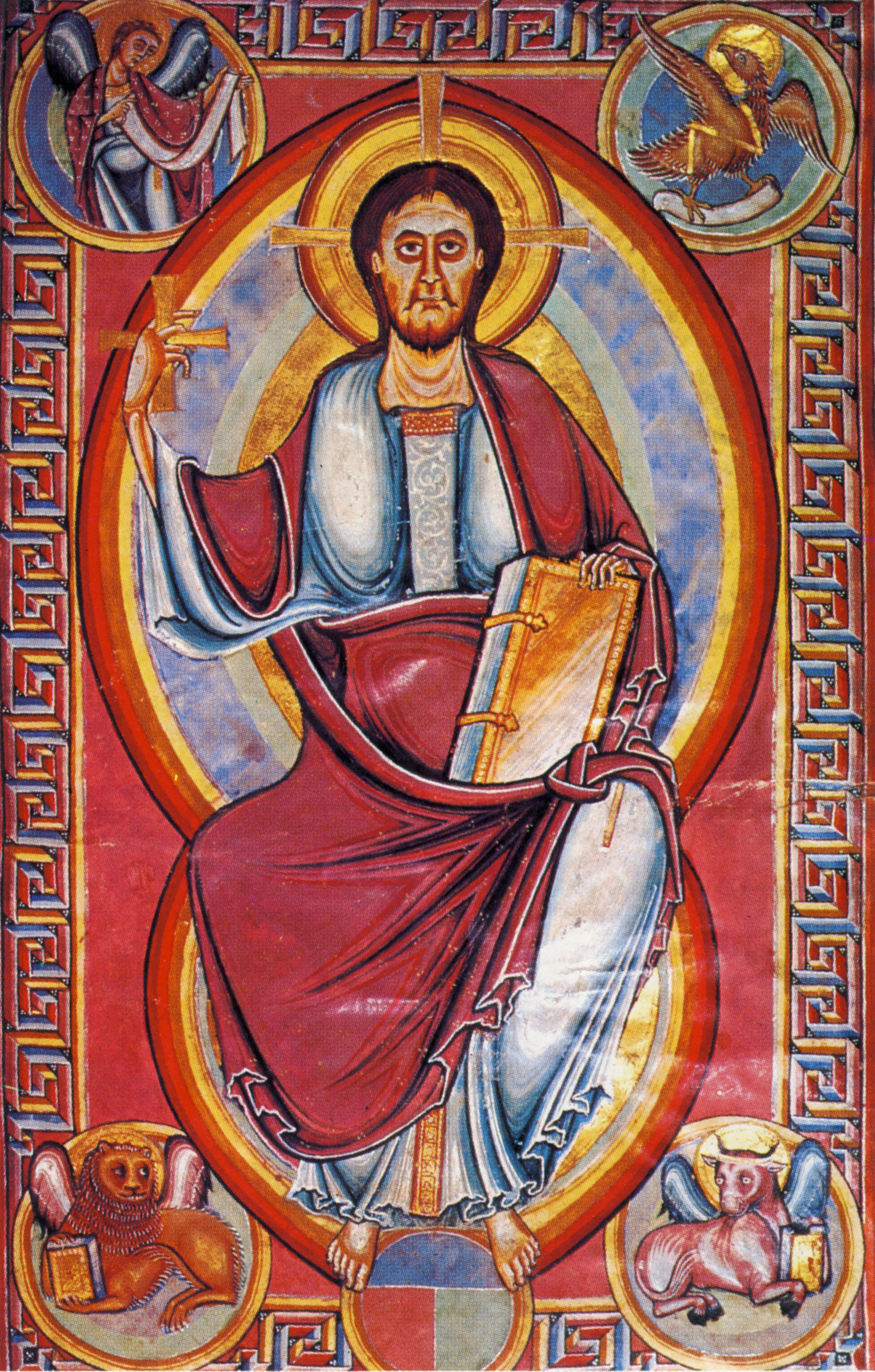
Bibel von Stavelot, British Library, London
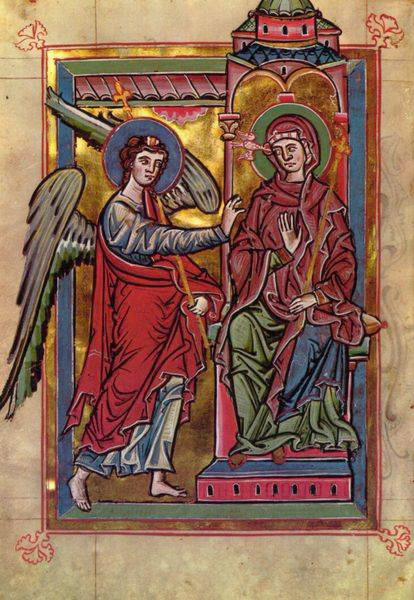
Bibel von Floreffe, British Library, London
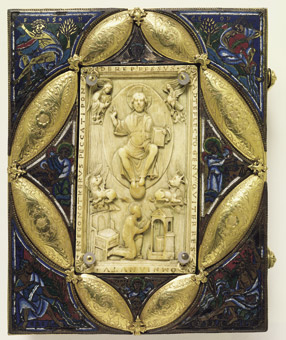
Evangeliar des Notker von Lüttich, Lüttich, Musée Curtius. Elfenbein und Email